# Giuseppe Battaglia
Giuseppe Battaglia (Ortì, 7 maggio 1747 – Reggio Calabria, 25 ottobre 1839) è stato un presbitero e filosofo italiano.

## Biografia
Nacque ad Ortì, un casale posto sui contrafforti dell'Aspromonte a pochi chilometri da Reggio Calabria, da Domenico e da Caterina de Mendoza Lopez Baeza. Fu battezzato in casa, in quanto in pericolo di morte, il 7 maggio del 1747 dal sacerdote Giovanni Malara della chiesa di Santa Maria Lauretana.
Il padre gli scelse come precettore il religioso, suo parente, Giuseppe Morisani, uomo di cultura noto a Reggio Calabria, che lo ebbe come allievo anche presso il seminario arcivescovile di Reggio Calabria e gli consigliò di proseguire gli studi a Napoli.
Nella capitale del Regno fu allievo di Antonio Genovesi ed entrò in contatto con gli ambienti illuministici e massonici del Regno delle Due Sicilie. Qualche anno dopo fu ordinato sacerdote e ritornò a Reggio Calabria per divenire egli stesso precettore ed educatore, seguendo i principi del suo maestro.
Fece parte, pur appartenendo al "ceto dei nobili", della "setta repubblicana". Secondo le informazioni raccolte dalla polizia borbonica, era considerato un massone e in effetti fondò una loggia massonica, la prima ad essere istituita a Reggio e dalla quale dipendevano "quattro clubs giacobini" della provincia..
Fu arrestato nel settembre del 1797 assieme ai suoi fratelli (Luigi e Giovanni Battaglia) e ad altri cinquanta massoni e/o giacobini di Reggio e della provincia. Dopo un breve soggiorno nelle carceri di Messina fu trasferito al forte di San Giacomo sull'isola di Favignana, sotto l'accusa di aver cospirato contro il Borbone, di essere stato tra i primi "ad installare la I Loggia massonica a Reggio", di aver avuto contatti con l'abate massone Antonio Jerocades di Parghelia e di aver organizzato la congiura dei massoni-giacobini di Reggio Calabria negli anni 1792-1797, insieme all'ispettore della Cassa Sacra De Bonis, al canonico Demetrio Nava, al generale Girolamo Arcovito, a Carlo Plutino e a Giuseppe Logoteta, futuro esponente della Repubblica napoletana.
Fu rimesso in libertà il 14 ottobre del 1800, in seguito all'indulto concesso dal re ai "tinti di reità di Stato… a patto però d'essere loro proibiti l'impieghi". Solo con l'ingresso a Reggio delle truppe di Gioacchino Murat ebbe la possibilità di rientrare in città. Nel 1813 il sottintendente Benedetto Musolino lo nominò "decurione" della "giunta di riedificazione", incaricata di risolvere i problemi della ricostruzione della città dopo il rovinoso sisma del 1783. Nel contempo gli fu assegnata la cattedra di filosofia presso il Regio liceo cittadino, appena istituito da Murat.
Apprezzato per le sue lezioni, sia dagli allievi e sia dalle autorità, ottenne dal Murat la medaglia d'onore dell'Ordine del Regno.
Il 17 marzo del 1816, subito dopo la "Restaurazione" con il ritorno dei Borbone sul trono di Napoli,  il suo nome fu incluso nello "Stato nominativo degli imputati di unioni clandestine in Calabria Ulteriore" e, quindi, nuovamente arrestato e trasferito a Napoli per ordine del ministro di polizia. Le prove a suo carico, presentate dal generale Vito Nunziante, riguardavano alcuni opuscoli "settari" che gli erano stati confiscati e nella dichiarazione giurata del suo alunno Teodoro Caffarelli, il quale aveva riferito di essere stato "iniziato dal suo professore" ai "misteri settari" della Massoneria.
Tornato a Reggio dopo il carcere, riprese ad insegnare e a propagandare l'idea liberale: tra i suoi allievi vi furono i Melissari, gli Spanò Bolani, i Plutino, i Romeo e altri protagonisti del Risorgimento Italiano, alcuni dei quali parteciparono ai moti del biennio 1847-48, agli avvenimenti connessi alla spedizione garibaldina del 1860 e e alle vicende che portarono ai fatti d’Aspromonte del 1862.L'ex allievo Paolo Pellicano scrisse nelle sue memorie che le lezioni di filosofia e di dottrine politiche del prof. Battaglia "erano così calde di giovanile entusiasmo che in noi s'accese più vivo l'odio contro gli oppressori e l'amore della libertà, e quelle prime idee posero in noi si profonde radici che per mutar di tempo e d'età non vennero mai meno".Si racconta inoltre che durante un'ennesima perquisizione avrebbe gridato ai gendarmi: "Ormai sono un povero vecchio… per voi è troppo tardi, le vipere che dovevo crescere ve le ho già cresciute"..
Morì a Reggio Calabria il 25 ottobre del 1839. Fu rimpianto da "molti reputati gentiluomini, suoi discepoli…  [che] vollero fargli uno splendido funerale… dando alla funebre pompa l'aspetto di una vera dimostrazione politica".
L'incarico di trovargli una degna sepoltura - grazie alla disponibilità dell'intendente Roberto Betti (di sentimenti liberali), il quale non volendo "che le ossa di un tal uomo [venissero] confuse con quelle degli altri", fu affidato al canonico Paolo Pellicano, suo allievo, che dispose di conservare la salma sotto l'altare secondario della chiesa di Nostra Signora di Modena, che poi fu distrutta dal sisma del 1908.